# 1530
| 1530               |
| ------------------ |
| Dødsfald - Fødsler |
|                    |

| Gregoriansk kalender | 1530 MDXXX              |
| Ab urbe condita      | 2283                    |
| Armensk kalender     | 979 ԹՎ ՋՀԹ              |
| Kinesiske kalender   | 4226 – 4227 己丑 – 庚寅 |
| Etiopisk kalender    | 1522 – 1523             |
| Jødisk kalender      | 5290 – 5291             |
| Hindukalendere       |                         |
| - Vikram Samvat      | 1585 – 1586             |
| - Shaka Samvat       | 1452 – 1453             |
| - Kali Yuga          | 4631 – 4632             |
| Iransk kalender      | 908 – 909               |
| Islamisk kalender    | 936 – 937               |

Konge i Danmark: Frederik 1. 1523-1533
Se også 1530 (tal)

## Begivenheder
- 20. september - Martin Luther råder de tyske protestantiske fyrster til at berede sig på krig med den katolske kirke

## Født
- Hans Laugesen - dansk biskop

## Dødsfald
- Søren Norby dansk søkriger, falder under belejringen af Firenze.